# Gunnar Sköld (tidningsman)
Gunnar Sköld, född 25 augusti 1909 i Söderhamn, död där 28 augusti 1974, var en svensk tidningsman. Han var son till Petrus Sköld.
Sköld studerade vid realskolan och Bar-Lock-institutet samt bedrev språkstudier i Tyskland 1926 och 1928. Han var verksam som journalist vid tidningen Ljusnan i Bollnäs från 1927, var redaktionssekreterare där från 1929 och chefredaktör 1950–1954. Han verkade även tillfälligt i Östgöten i Linköping 1931 och Morgontidningen i Göteborg 1933. Han var huvudredaktör för Söderhamns Tidning 1954–1955 och därefter åter verksam vid Ljusnan..